# Hieronymus Gerhard
Hieronymus Gerhard (* 31. Dezember 1518 in Heidelsheim; † 12. Mai 1574 in Stuttgart) war ein württembergischer Staatsmann.

## Leben
Gerhard studierte an der Universität Wittenberg, wo sich Philipp Melanchthon sich seiner annahm. Er wechselte an die Universität Tübingen, wo er von Johannes Brenz gefördert wurde und ein Studium der Rechtswissenschaften einschlug. Nach seinem Studium wurde er von Herzog Ulrich von Württemberg in das Konsistorium berufen und promovierte zum Doktor der Rechte.
Auch Herzog Georg von Württemberg-Mömpelgard beriet er als Rat. Auch Christoph von Württemberg übernahm ihn in seine Dienste. So war er 1551  an Verhandlungen zum Konzil von Trient und 1564 beim Religionsgespräch in Maulbronn beteiligt. 1556 wurde ihm die Vizekanzlerstelle übertragen, in welcher Funktion er als geachteter Staatsmann starb.